# Doll Revolution
Doll Revolution es el cuarto álbum de la banda estadounidense The Bangles; fue su primer material original desde Everything (1988). Fue lanzado en 2003 por Koch Records.
Todas las canciones fueron coescritas por miembros de la banda, con la excepción de «Tear Off Your Own Head», que fue escrita por Elvis Costello. El lanzamiento de este álbum fue irregular, siendo estrenado primero en Europa y Japón y más tarde en los Estados Unidos.
Las primeras ediciones de Doll Revolution venían con un DVD que contenía escenas de la grabación del álbum, canciones inéditas, galerías de fotos, y el videoclip de «Something That You Said».

## Lista de canciones
| N.º | Título                                            | Escritor(es)                                                   | Duración |  |
| 1.  | «Tear Off Your Own Head (It's a Doll Revolution)» | Elvis Costello                                                 | 3:57     |  |
| 2.  | «Stealing Rosemary»                               | Susanna Hoffs, Debbi Peterson, Vicki Peterson                  | 3:32     |  |
| 3.  | «Something That You Said»                         | Charlotte Caffey, Susanna Hoffs, Vicki Peterson                | 4:16     |  |
| 4.  | «Ask Me No Questions»                             | Walker Igleheart, Debbi Peterson                               | 3:26     |  |
| 5.  | «The Rain Song»                                   | Susan Cowsill, Vicki Peterson                                  | 3:41     |  |
| 6.  | «Nickel Romeo»                                    | Steve LeGassick, Brian Ray, Michael Steele                     | 4:57     |  |
| 7.  | «Ride the Ride»                                   | Susanna Hoffs, Debbi Peterson, Vicki Peterson, Daniel Schwartz | 4:48     |  |
| 8.  | «I Will Take Care of You»                         | Susanna Hoffs, Dillon O'Brian                                  | 3:56     |  |
| 9.  | «Here Right Now»                                  | Debbi Peterson, Peter Rafelson                                 | 3:24     |  |
| 10. | «Single by Choice»                                | Vicki Peterson                                                 | 3:41     |  |
| 11. | «Lost at Sea»                                     | Susanna Hoffs, Debbi Peterson                                  | 3:55     |  |
| 12. | «Song for a Good Son»                             | Michael Steele                                                 | 4:01     |  |
| 13. | «Mixed Messages»                                  | Vicki Peterson                                                 | 3:19     |  |
| 14. | «Between the Two»                                 | Michael Steele, David White                                    | 3:42     |  |
| 15. | «Grateful»                                        | Bill Bottrell, Susanna Hoffs, Daniel Schwartz                  | 4:59     |  |

- Fuente:[1]